# Funes, Navarra
Funes là một đô thị trong tỉnh và cộng đồng tự trị Navarre, Tây Ban Nha. Đô thị này có dân số là 2.336 người. Đô thị nằm ở độ cao 301 m trên mực nước biển.

## Biến động dân số
| Biến động dân số                                    | Biến động dân số | Biến động dân số | Biến động dân số | Biến động dân số | Biến động dân số | Biến động dân số | Biến động dân số | Biến động dân số | Biến động dân số | Biến động dân số |
| 1996                                                | 1998             | 1999             | 2000             | 2001             | 2002             | 2003             | 2004             | 2005             | 2006             | 2007             |
| --------------------------------------------------- | ---------------- | ---------------- | ---------------- | ---------------- | ---------------- | ---------------- | ---------------- | ---------------- | ---------------- | ---------------- |
| 2 112                                               | 2 142            | 2 175            | 2 188            | 2 268            | 2 340            | 2 367            | 2 388            | 2 358            | 2 396            | 2 358            |
| Nguồn: Funes et instituto de estadística de navarra |                  |                  |                  |                  |                  |                  |                  |                  |                  |                  |